# Алыпов, Иван Владимирович
Ива́н Влади́мирович Алы́пов (род. 19 апреля 1982, Свердловск) — российский спортсмен, заслуженный мастер спорта России. Член олимпийской сборной команды России по лыжным гонкам на Олимпиаде в Турине. Обладатель бронзовой медали Олимпиады-2006 в командном спринте в паре с Василием Рочевым. В сборной команде России с 2000 года.
Рост 178 см, вес 71 кг.
Тренер: В. В. Алыпов.
Первые тренеры: В. В. Алыпов, Ю. И. Измаденов.
Выступает за: СК «Динамо», Свердловскую и Тюменскую область (до 2010 года).
Образование высшее: УГТУ-УПИ (факультет физической культуры).

## Алыпов и Олимпиада-2010 в Ванкувере
Тренируясь в сезоне 2009/2010 годов отдельно от сборной команды, хотел отобраться на Олимпийские игры в Ванкувере, однако был отстранен по медицинским показаниям от участия в соревнованиях на две недели. По истечении двух недель Иван понял, что в сборной команде никто не заинтересован в его участии в Олимпиаде и главным тренером сборной команды страны Юрием Чарковским в проведении медицинского освидетельствования на этапе Кубка мира в Дёмино ему было отказано. Иван сумел даже пройти через несколько дней медицинский осмотр в РУСАДА за свой счёт и выяснилось, что все его показатели в норме, однако олимпийский «поезд» 2010 года от него ушёл.
Этот эпизод послужил причиной довольно жёсткой публичной реплики Ивана в печати:

…Знаете, после всего случившегося я думаю, что в курс предметов, которые читают в училищах олимпийского резерва и в институтах физической культуры, нужно вводить дисциплину «Дворцовые интриги»…

## Достижения
- 2003: Всемирная Универсиада 1 место 30 км (масстарт)
- 2004: Кубок Мира 3 место 30 км (масстарт)
- 2004: Кубок Мира 2 место командный спринт
- 2005: Кубок Мира 1 место командный спринт
- 2006: Чемпионат России 1 место 50 км (масстарт)
- 2006: Чемпионат России 2 место командный спринт
- 2006: Олимпийские игры 3 место командный спринт
- 2007: Кубок мира 2 место 30 км (масстарт)
- 2007: Чемпионат России 2 место 50 км (масстарт)
- 2008: Кубок России 1 место 20 км (дуатлон)
- 2008: Кубок России 2 место командный спринт
- 2008: Чемпионат России 3 место 30 км (дуатлон)
- 2008: Чемпионат России 3 место командный спринт
- 2009: Тюменский марафон 1 место 50 км
- 2009: Кубок России 3 место 15 км (классика)
- 2009: Чемпионат России 2 место командный спринт
- 2009: Чемпионат России 1 место 15 км (свободный стиль)
- 2010: Континентальный Кубок FIS, победитель общего зачета сезона 2009/2010